# Sonic Pinball Party
Sonic Pinball Party (ソニックピンボールパーティー?, Sonikku Pinbōru Pātī) è un videogioco di flipper del 2003 sviluppato da Sonic Team e Jupiter, e pubblicato da Sega per Game Boy Advance. Si tratta di uno spin-off della serie Sonic the Hedgehog e rappresenta il secondo capitolo a presentare il genere del flipper, dopo Sonic the Hedgehog Spinball uscito nel 1993. Questo titolo rappresenta una sorta di celebrazione del Sonic Team, includendo numerosi riferimenti ai suoi giochi precedenti, in particolare a Sonic the Hedgehog, Nights into Dreams... e Samba de Amigo. Nel 2005 è stato pubblicato anche su una cartuccia Twin Pack in bundle con Sonic Battle, Sonic Advance e Columns Crown.
Il gameplay di Sonic Pinball Party non si discosta molto da quello degli altri giochi del genere. Nella trama, il malvagio Dr. Eggman organizza un torneo chiamato Egg Cup Tournament a Casinopolis, che Sonic the Hedgehog deve vincere per salvare i suoi amici. Il gioco offre una varietà di campi e modalità di gioco.
Il gioco è stato co-creato da Sonic Team e Jupiter ed è stato uno dei primi titoli per Game Boy Advance a introdurre il genere del flipper. Sonic Pinball Party è stato generalmente ben accolto dalla critica, che ha elogiato il gameplay e la grafica, ma ha criticato le modalità e i tavoli da flipper.

## Trama
La storia si svolge subito dopo un precedente tentativo del Dr. Eggman di conquistare il mondo, contrastato da Sonic the Hedgehog. A Casinopolis, numerosi animali vengono rapiti e trasformati in schiavi robotici. Inoltre, Eggman ha sottoposto Tails e Amy a un lavaggio del cervello per farli diventare suoi servitori. Per contrastare i piani di Eggman, Sonic partecipa al torneo di flipper chiamato Egg Cup Tournament. Durante il torneo, Sonic sconfigge Knuckles nella prima partita e riesce a far tornare Tails e Amy alla normalità dopo averli battuti nella seconda partita e nella semifinale. Nella partita finale, Sonic affronta e sconfigge Metal Sonic, ma Eggman sfida Sonic a una partita supplementare. Dopo un intenso confronto che si conclude con il quinto incontro, Sonic riesce a sconfiggere Eggman e a salvare tutti gli animali.

## Modalità di gioco
Sonic Pinball Party è un gioco di flipper 2D che presenta un gameplay simile ad altri titoli del genere. Per controllare il flipper, è necessario utilizzare i pulsanti corrispondenti e guadagnare punti toccando i rulli e altri elementi presenti sul tavolo. Se la pallina viene persa, viene salvata, ma se non c'è un salvataggio, si perde una vita. Prima di lanciare la pallina, è possibile scegliere tra due bonus: salvare la pallina o ottenere punti extra. Alcune caratteristiche del gioco non sono accessibili all'inizio, ma possono essere sbloccate nel corso del gioco.
Il gioco presenta tre modalità principali: Arcade, Storia e Tutorial. Ogni modalità offre un'esperienza unica su tavoli ispirati allo stile e alle meccaniche di gioco delle serie Sonic the Hedgehog, Nights into Dreams... e Samba de Amigo. Ognuno dei tavoli ha un design e delle caratteristiche distintive: ad esempio, il tavolo basato su Sonic the Hedgehog ricrea i livelli del platform Sonic Advance e presenta l'immagine di uno dei personaggi principali (Knuckles, Amy o Tails), che cambia quando la pallina colpisce una buca nascosta. Nella modalità Arcade, il giocatore affronta una fase infinita in cui deve totalizzare il maggior numero di punti prima che le palline di riserva si esauriscano. La modalità Storia coinvolge competizioni contro altri personaggi su tavoli da torneo, con l'obiettivo di raggiungere un determinato punteggio. Il giocatore deve continuare a sconfiggere gli avversari fino al termine della storia. Nella modalità Tutorial, il giocatore può esercitarsi su tutti e tre i tavoli con l'aiuto del robot Omochao per migliorare le proprie abilità.
Sono disponibili anche tre modalità aggiuntive: Tiny Chao Garden, Casinopolis e Festa. Queste modalità includono diversi minigiochi che consentono al giocatore di divertirsi a suo piacimento. Tiny Chao Garden è un'area simile al Chao Garden introdotto in Sonic Advance, dove i giocatori devono prendersi cura dei Chao, nutrirli e acquistare giocattoli da un negozio speciale utilizzando i ring guadagnati nelle modalità Arcade e Storia. In Tiny Chao Garden, sono presenti due minigiochi: nel primo, il giocatore deve controllare il proprio animale in uno spazio rettangolare, cercando di eliminare i blocchi colorati che cadono dall'alto lanciando blocchi dello stesso colore. Tra i blocchi possono comparire ring di diverso valore (uno, cinque o dieci) che vanno raccolti per superare i livelli. Nel secondo minigioco, il giocatore deve trovare coppie di carte uguali nel mazzo, seguendo il classico gioco del memory. Il giocatore ha un limite di tre errori prima di perdere.
In Casinopolis, l'obiettivo principale è ottenere ring extra. Prima dell'inizio di ogni gioco, viene piazzata una puntata di 100 ring e il giocatore può guadagnare o perdere ring a seconda dell'esito. Questa modalità include tre minigiochi: Roulette, Slot e Bingo, con Cream the Rabbit e Cheese che fungono da assistenti. Nella Roulette, bisogna mandare la pallina nelle buche per aumentare i moltiplicatori di punti dei numeri; nel gioco delle Slot, colpire le buche determina le combinazioni vincenti; mentre nel Bingo, bisogna mandare le palline nelle buche per completare quadrati su una scheda 5x5. Festa, invece, è una modalità multiplayer che supporta fino a quattro giocatori. Divisa in tre minigiochi: Hot Potato, Hockey e Ladder Climb. Nel primo gioco, l'obiettivo è lanciare bombe sul tavolo dell'avversario entro un limite di tempo, nel secondo bisogna segnare più punti possibili e nel terzo bisogna far salire la pallina il più in alto possibile. Per giocare in multiplayer, è necessario collegare diverse console Game Boy Advance tramite un Game Link Cable.

## Sviluppo e pubblicazione
Sonic Pinball Party è stato co-sviluppato da Sonic Team e Jupiter. Jupiter aveva esperienza nella creazione di giochi a tema simile, come Pokémon Pinball per Game Boy Color e Pokémon Pinball: Rubino e Zaffiro per Game Boy Advance. Il designer Akinori Nishiyama ha guidato lo sviluppo, mentre la produzione è stata curata da Yūji Naka e Hatao Ogata. Questo gioco rappresenta il secondo titolo della serie nel genere del flipper, dopo Sonic the Hedgehog Spinball del 1993. Oltre a Sonic, il gioco presenta altri personaggi del Sonic Team come NiGHTS, Amigo e altri che appaiono come camei. I tavoli da flipper sono stati progettati con cura per rispecchiare il tema appropriato, e le musiche sono state tratte dai capitoli precedenti del franchise di Sonic the Hedgehog e da altri titoli Sega.
Sonic Pinball Party è stato annunciato insieme a Sonic Adventure DX: Director's Cut il 9 gennaio 2003, senza specificare una data ufficiale di uscita. Il 31 gennaio, sono stati rivelati nuovi dettagli che indicavano il lancio del gioco nell'estate del 2003, con il supporto per la modalità multigiocatore fino a quattro giocatori tramite il collegamento di più console portatili con un Game Link Cable. È stato inoltre annunciato che i giocatori avrebbero potuto trasferire il Chao da una console portatile a Sonic Adventure DX: Director's Cut e Sonic Adventure 2: Battle su GameCube tramite un cavo GameCube – Game Boy Advance link cable. L'allora vicepresidente di Sega of America, Mike Fisher, ha dichiarato che la grande popolarità del franchise sulla console Nintendo ha spinto l'editore a pubblicare il gioco sul Game Boy Advance. Durante l'Electronic Entertainment Expo (E3), i giocatori hanno avuto l'opportunità di provare una demo per un periodo limitato.
Sonic Pinball Party è stato pubblicato in Nord America il 27 maggio 2003, in Giappone il 17 luglio e in Europa il 31 ottobre dello stesso anno. L'esclusiva distribuzione nei negozi Target in Nord America ha suscitato una reazione negativa tra i fan della serie, poiché il gioco non era disponibile per l'acquisto in Messico e in Canada. In Europa, il gioco è stato co-pubblicato da Sega e THQ, con THQ che ha detenuto i diritti esclusivi di distribuzione. Successivamente, Sonic Pinball Party è stato incluso in tre compilation: Sonic Advance & Sonic Pinball Party Combo Pack, Double Pack: Sonic Pinball Party & Sonic Battle e Double Pack: Sonic Pinball Party & Columns Crown. Queste compilation contenevano rispettivamente il platform Sonic Advance, il picchiaduro Sonic Battle e il rompicapo Columns Crown.

## Accoglienza
| Testata                            | Giudizio |
| ---------------------------------- | -------- |
| Metacritic (media al 10-03-2024)   | 77/100   |
| GameRankings (media al 09-12-2019) | 79.38%   |
| 1UP.com                            | B-       |
| AllGame                            | 2/5      |
| Electronic Gaming Monthly          | 7.5/10   |
| Game Informer                      | 6/10     |
| GamePro                            | 4/5      |
| GameSpot                           | 8.1/10   |
| GameSpy                            | 3/5      |
| IGN                                | 8.3/10   |
| Nintendo Power                     | 4.1/5    |
| Play (UK)                          | 8.3/10   |
| The Video Game Critic              | D+       |

Sonic Pinball Party ha ricevuto per lo più recensioni positive dalla critica. Sul sito aggregatore di recensioni GameRankings, ha ottenuto una valutazione del 79,38%, mentre su Metacritic ha raggiunto il punteggio di 77 su 100. I recensori hanno elogiato il gameplay e la grafica come punti di forza del gioco, ma hanno evidenziato le modalità e i tavoli da flipper come punti deboli.
Craig Harris di IGN ha descritto Sonic Pinball Party come "un ottimo gioco per Game Boy Advance", elogiando l'implementazione del gameplay e lo stile visivo, ma ha anche sottolineato che non è un acquisto obbligato. Frank Provost di GameSpot ha lodato la grafica e i personaggi, aggiungendo che, considerando il limitato numero di giochi simili su GBA, Sonic Pinball Party risulta "rinfrescante". Electronic Gaming Monthly ha evidenziato che, sebbene i tavoli da flipper non siano innovativi, offrono una buona varietà e un gameplay divertente eseguito a un ritmo veloce. Un recensore di GamePro ha definito il gioco il miglior titolo di flipper portatile sul mercato. Un rappresentante di Nintendo Power ha apprezzato la modalità multiplayer, i tre tavoli da gioco e il Tiny Chao Garden. La critica è stata unanime riguardo ai tavoli da flipper, con il tavolo basato sul gioco Nights into Dreams... votato come il migliore e quello basato su Samba de Amigo come il peggiore.
Tuttavia, non tutti i recensori sono stati soddisfatti del gioco. Kristan Nutt di GameSpy ha criticato la fisica "fluttuante" della pallina e ha suggerito agli sviluppatori di creare tavoli con un'angolazione leggermente diversa rispetto al flipper reale. Un rappresentante di 1UP.com ha espresso preoccupazioni sili, discutendo del realismo del gioco e citando la problematica degli incastramenti della pallina. Un giornalista di Game Informer ha definito il titolo un buon gioco di flipper, elogiando la fisica, la grafica colorata e il sonoro tollerabile, ma ha criticato la monotonia dei tavoli e molte modalità, definendole "insignificanti". Anche un recensore di AllGame ha espresso pareri negativi sul gioco, sottolineando che "Sonic non è più un personaggio che garantisce giochi di qualità" e paragonando Sonic Pinball Party a titoli di altre aziende come Mario di Nintendo o Crash Bandicoot di Naughty Dog. The Video Game Critic ha condiviso questa opinione, criticando i tavoli da gioco sciabli e gli obiettivi inarticolati. "Sonic Pinball Party è più una raccolta di mini-giochi sbloccabili che un vero e proprio gioco su cartuccia", ha dichiarato il giornalista.
Multiplayer.it ha elogiato Sonic Pinball Party come un capitolo di Sonic estremamente completo e ricco di extra, evidenziando il Tiny Chao Garden, i tre giochi di Casinopolis e soprattutto i coinvolgenti minigiochi dedicati al multiplayer. Il gioco è stato descritto come coinvolgente, frenetico e appagante, caratteristiche rare da trovare in un gioco da tavolo così inflazionato. Inoltre, è stato citato come uno dei pochi giochi, insieme a The Pinball of the Dead e alla versione per Game Boy Advance di Sonic Spinball, a presentare il genere flipper sulla console portatile Nintendo.